# Keith Gillespie
Keith Robert Gillespie (Larne, 18 febbraio 1975) è un calciatore nordirlandese, attaccante del Mindwell.

## Carriera

### Club
Gillespie ha firmato per il Manchester United nel 1991 e con la squadra giovanile ha vinto la FA Youth Cup. Di quella formazione hanno fatto parte anche Paul Scholes, David Beckham, Ryan Giggs, Gary Neville e Robbie Savage.
Gillespie ha debuttato per i Red Devils nel campionato 1992-1993 e ha segnato la prima rete contro il Bury nel terzo turno della FA Cup 1992-1993, vinto dallo United per due a zero.
Ha giocato in maniera occasionale per il Manchester nei successivi due anni, ma non è mai riuscito a togliere il posto da titolare a Kančelskis, prima scelta dell'allenatore Alex Ferguson in quel ruolo.
Dopo un periodo in prestito al Wigan Athletic, si è trasferito al Newcastle United il 10 gennaio 1995, in cambio di Andy Cole e conguaglio. Ironicamente, uno dei gol con la maglia dello United, Gillespie lo ha realizzato proprio ai Magpies, nella vittoria per due a zero ad Old Trafford.
Soltanto sette mesi dopo il suo acquisto da parte del Newcastle, si è sparsa la voce che il Manchester United volesse riacquistarlo. In quel periodo, infatti, Kančelskis si è trasferito all'Everton e l'unico calciatore in rosa per sostituirlo era il ventenne David Beckham. Comunque, il trasferimento non è mai avvenuto, anche per via dell'esplosione di Beckham sulla fascia destra.
Gillespie è rimasto al Newcastle per tre anni e mezzo e, in questo periodo, ha giocato centoquarantatré partite, incluse quindici in Europa (sia Champions League che Coppa UEFA) e ha segnato tredici reti. Sia nel campionato 1995-1996 che nel 1996-1997 ha aiutato il Newcastle a raggiungere il secondo posto in Premier League, dietro alla sua ex squadra, il Manchester United. È diventato così un calciatore chiave degli Entertainers.
Nell'ultima stagione completa con il Newcastle, il campionato 1997-1998, Gillespie ha aiutato la squadra a raggiungere la finale di FA Cup 1997-1998, anche se i Magpies sono stati sconfitti dall'Arsenal. Gillespie, nel 1998, è passato ai Blackburn Rovers in cambio di due milioni e trecentomila sterline.
Durante le cinque stagioni passate a Ewood Park, ha collezionato centotrentotto partite e sei reti, oltre che un altro prestito al Wigan. Con i Latics, nelle due esperienze, ha totalizzato quindici apparizioni e quattro gol. È poi passato, a parametro zero, al Leicester City, per cui ha giocato in quarantotto gare con due reti, in due stagioni.
Successivamente, Gillespie ha firmato un contratto annuale per lo Sheffield United, precisamente il 5 agosto 2005. È stato poi esteso di una stagione soltanto il mese dopo. Nel primo campionato, ha avuto un ruolo chiave nella promozione dello Sheffield in Premier League.
Il 20 gennaio 2007, durante un incontro al Madejski Stadium contro il Reading, Gillespie è stato espulso per condotta violenta (una gomitata a Stephen Hunt) venti secondi dopo essere entrato in campo. Questa è diventata l'espulsione più veloce di un sostituto nel calcio inglese. È stato espulso prima che la palla rientrasse in gioco, perciò è come se avesse giocato zero secondi.
Il giorno dopo l'accaduto, ha chiesto al direttore esecutivo del club, Terry Robinson, di essere ceduto. Nell'estate 2007, il suo nome è stato avvicinato ai Bolton Wanderers ma, a luglio, Gillespie ha rinnovato con lo Sheffield.
Nel luglio del 2008, si è infortunato in un'amichevole pre-stagionale contro il Bury e ha perso l'inizio del campionato. Al suo rientro, non è riuscito a riconquistare un posto in squadra ed è stato così ceduto in prestito al Charlton.
Il 18 agosto 2009 viene ufficializzato il suo trasferimento al Glentoran, squadra campione in carica dell'Irlanda del Nord.
Gillespie è tornato a giocare nel 2020, all'età di 45 anni, per giocare per l'FC Mindwell, squadra di nuova formazione della Mid-Ulster Football League, una squadra creata per aumentare la consapevolezza sui problemi di salute mentale.

### Nazionale
È attualmente al quarto posto della classifica presenze dell'Irlanda del Nord, con ottantasei apparizioni. Ha debuttato nel settembre 1994, in una sconfitta casalinga per due a uno contro il Portogallo. Ha giocato un importante ruolo nella vittoria della sua squadra sulla Spagna nelle qualificazioni al campionato d'Europa 2008. È stato anche indagato dalla federazione calcistica irlandese per uno scontro avvenuto con George McCartney, di ritorno da una trasferta in Islanda.

## Statistiche

### Presenze e reti nei club
Statistiche aggiornate al termine della carriera.
| Stagione                 | Squadra                  | Campionato               | Campionato | Campionato | Coppe nazionali | Coppe nazionali | Coppe nazionali | Coppe continentali | Coppe continentali | Coppe continentali | Altre coppe | Altre coppe | Altre coppe | Totale | Totale | Totale |
| Stagione                 | Squadra                  | Comp                     | Pres       | Reti       | Comp            | Pres            | Reti            | Comp               | Pres               | Reti               | Comp        | Pres        | Reti        | Pres   | Reti   |        |
| ------------------------ | ------------------------ | ------------------------ | ---------- | ---------- | --------------- | --------------- | --------------- | ------------------ | ------------------ | ------------------ | ----------- | ----------- | ----------- | ------ | ------ | ------ |
| 1992-1993                | Manchester Utd           | PL                       | 0          | 0          | FACup+CdL       | 2+0             | 1+0             | CU                 | 0                  | 0                  | -           | -           | -           | 2      | 1      |        |
| 1993-1994                | Wigan                    | TD                       | 8          | 4          | FACup+CdL       | 0               | 0               | -                  | -                  | -                  | -           | -           | -           | 8      | 4      |        |
| 1994-gen. 1995           | Manchester Utd           | PL                       | 9          | 1          | FACup+CdL       | 0+3             | 0               | UCL                | 0                  | 0                  | CS          | 0           | 0           | 12     | 1      |        |
| Totale Manchester United | Totale Manchester United | Totale Manchester United | 9          | 1          |                 | 5               | 1               |                    | 0                  | 0                  |             | 0           | 0           | 14     | 2      |        |
| gen.-giu. 1995           | Newcastle Utd            | PL                       | 17         | 2          | FACup+CdL       | 3+0             | 2+0             | -                  | -                  | -                  | -           | -           | -           | 20     | 4      |        |
| 1995-1996                | Newcastle Utd            | PL                       | 28         | 4          | FACup+CdL       | 0+4             | 0+1             | -                  | -                  | -                  | -           | -           | -           | 32     | 5      |        |
| 1996-1997                | Newcastle Utd            | PL                       | 32         | 1          | FACup+CdL       | 2+1             | 0               | CU                 | 8                  | 0                  | CS          | 1           | 0           | 44     | 1      |        |
| 1997-1998                | Newcastle Utd            | PL                       | 29         | 4          | FACup+CdL       | 5+2             | 0               | UCL                | 7                  | 0                  | -           | -           | -           | 43     | 4      |        |
| lug.-dic. 1998           | Newcastle Utd            | PL                       | 7          | 0          | FACup+CdL       | 0+1             | 0               | CC                 | 0                  | 0                  | -           | -           | -           | 8      | 0      |        |
| Totale Newcastle United  | Totale Newcastle United  | Totale Newcastle United  | 113        | 11         |                 | 18              | 3               |                    | 15                 | 0                  |             | 1           | 0           | 147    | 14     |        |
| dic. 1998-1999           | Blackburn                | PL                       | 16         | 1          | FACup+CdL       | 4+0             | 1+0             | -                  | -                  | -                  | -           | -           | -           | 20     | 2      |        |
| 1999-2000                | Blackburn                | FD                       | 22         | 2          | FACup+CdL       | 1+2             | 0               | -                  | -                  | -                  | -           | -           | -           | 25     | 2      |        |
| lug.-dic. 2000           | Blackburn                | FD                       | 3          | 0          | FACup+CdL       | 0               | 0               | -                  | -                  | -                  | -           | -           | -           | 3      | 0      |        |
| dic. 2000-gen. 2001      | Wigan                    | SD                       | 5          | 0          | FACup+CdL       | 2+0             | 0               | -                  | -                  | -                  | -           | -           | -           | 7      | 0      |        |
| Totale Wigan             | Totale Wigan             | Totale Wigan             | 13         | 4          |                 | 2               | 0               |                    | -                  | -                  |             | -           | -           | 15     | 4      |        |
| gen.-giu. 2001           | Blackburn                | FD                       | 16         | 0          | FACup+CdL       | 0               | 0               | -                  | -                  | -                  | -           | -           | -           | 16     | 0      |        |
| 2001-2002                | Blackburn                | PL                       | 32         | 3          | FACup+CdL       | 3+4             | 0               | -                  | -                  | -                  | -           | -           | -           | 39     | 3      |        |
| 2002-2003                | Blackburn                | PL                       | 25         | 0          | FACup+CdL       | 2+4             | 0               | CU                 | 3                  | 0                  | -           | -           | -           | 34     | 0      |        |
| Totale Blackburn         | Totale Blackburn         | Totale Blackburn         | 114        | 6          |                 | 20              | 1               |                    | 3                  | 0                  |             | -           | -           | 137    | 7      |        |
| 2003-2004                | Leicester City           | PL                       | 12         | 0          | FACup+CdL       | 0+1             | 0               | -                  | -                  | -                  | -           | -           | -           | 13     | 0      |        |
| 2004-2005                | Leicester City           | FLC                      | 30         | 2          | FACup+CdL       | 4+1             | 0               | -                  | -                  | -                  | -           | -           | -           | 35     | 2      |        |
| Totale Leicester City    | Totale Leicester City    | Totale Leicester City    | 42         | 2          |                 | 6               | 0               |                    | -                  | -                  |             | -           | -           | 48     | 2      |        |
| 2005-2006                | Sheffield Utd            | FLC                      | 30         | 0          | FACup+CdL       | 1+2             | 0               | -                  | -                  | -                  | -           | -           | -           | 33     | 0      |        |
| 2006-2007                | Sheffield Utd            | PL                       | 31         | 2          | FACup+CdL       | 0               | 0               | -                  | -                  | -                  | -           | -           | -           | 35     | 2      |        |
| 2007-2008                | Sheffield Utd            | FLC                      | 35         | 2          | FACup+CdL       | 2+1             | 0               | -                  | -                  | -                  | -           | -           | -           | 38     | 2      |        |
| lug.-nov. 2008           | Sheffield Utd            | FLC                      | 1          | 0          | FACup+CdL       | 0               | 0               | -                  | -                  | -                  | -           | -           | -           | 1      | 0      |        |
| nov. 2008-gen. 2009      | Charlton                 | FLC                      | 6          | 0          | FACup+CdL       | 0               | 0               | -                  | -                  | -                  | -           | -           | -           | 6      | 0      |        |
| gen.-mar. 2009           | Sheffield Utd            | PL                       | 0          | 0          | FACup+CdL       | 0               | 0               | -                  | -                  | -                  | -           | -           | -           | 0      | 0      |        |
| Totale Sheffield United  | Totale Sheffield United  | Totale Sheffield United  | 97         | 4          |                 | 6               | 0               |                    | -                  | -                  |             | -           | -           | 103    | 4      |        |
| gen.-mar. 2009           | Bradford City            | FL2                      | 3          | 0          | FACup+CdL       | 0               | 0               | -                  | -                  | -                  | -           | -           | -           | 3      | 0      |        |
| 2009-2010                | Glentoran                | IFA-P                    | 33         | 2          | CF+CdL          | ?               | ?               | -                  | -                  | -                  | -           | -           | -           | 33+    | 2+     |        |
| nov. 2010-mar. 2011      | Darlington               | FC                       | 1          | 0          | FACup           | 1               | 0               | -                  | -                  | -                  | FAT         | 1           | 0           | 3      | 0      |        |
| 2011                     | Longford Town            | FD                       | 18         | 0          | CI+CdL          | 0               | 0               | -                  | -                  | -                  | -           | -           | -           | 20+    | 0+     |        |
| 2012                     | Longford Town            | FD                       | 24+2       | 0          | CI+CdL          | 1+0             | 0               | -                  | -                  | -                  | -           | -           | -           | 27     | 0      |        |
| 2013                     | Longford Town            | FD                       | 17         | 1          | CI+CdL          | 1+1             | 0               | -                  | -                  | -                  | -           | -           | -           | 19     | 1      |        |
| Totale Longford Town     | Totale Longford Town     | Totale Longford Town     | 59+2       | 1          |                 | 3               | 0               |                    | -                  | -                  |             | -           | -           | 64     | 1      |        |
| Totale carriera          | Totale carriera          | Totale carriera          | 492        | 31         |                 | 61+             | 5+              |                    | 18                 | 0                  |             | -           | -           | 571+   | 36+    |        |

### Cronologia presenze e reti in nazionale
| Cronologia completa delle presenze e delle reti in nazionale ― Irlanda del Nord | Cronologia completa delle presenze e delle reti in nazionale ― Irlanda del Nord | Cronologia completa delle presenze e delle reti in nazionale ― Irlanda del Nord | Cronologia completa delle presenze e delle reti in nazionale ― Irlanda del Nord | Cronologia completa delle presenze e delle reti in nazionale ― Irlanda del Nord | Cronologia completa delle presenze e delle reti in nazionale ― Irlanda del Nord | Cronologia completa delle presenze e delle reti in nazionale ― Irlanda del Nord | Cronologia completa delle presenze e delle reti in nazionale ― Irlanda del Nord |
| Data                                                                            | Città                                                                           | In casa                                                                         | Risultato                                                                       | Ospiti                                                                          | Competizione                                                                    | Reti                                                                            | Note                                                                            |
| ------------------------------------------------------------------------------- | ------------------------------------------------------------------------------- | ------------------------------------------------------------------------------- | ------------------------------------------------------------------------------- | ------------------------------------------------------------------------------- | ------------------------------------------------------------------------------- | ------------------------------------------------------------------------------- | ------------------------------------------------------------------------------- |
| 7-9-1994                                                                        | Belfast                                                                         | Irlanda del Nord                                                                | 1 – 2                                                                           | Portogallo                                                                      | Qual. Euro 1996                                                                 | -                                                                               | 83’                                                                             |
| 12-10-1994                                                                      | Vienna                                                                          | Austria                                                                         | 1 – 2                                                                           | Irlanda del Nord                                                                | Qual. Euro 1996                                                                 | 1                                                                               | 56’                                                                             |
| 16-11-1994                                                                      | Belfast                                                                         | Irlanda del Nord                                                                | 0 – 4                                                                           | Irlanda                                                                         | Qual. Euro 1996                                                                 | -                                                                               | 62’                                                                             |
| 29-3-1995                                                                       | Dublino                                                                         | Irlanda                                                                         | 1 – 1                                                                           | Irlanda del Nord                                                                | Qual. Euro 1996                                                                 | -                                                                               |                                                                                 |
| 26-4-1995                                                                       | Riga                                                                            | Lettonia                                                                        | 0 – 1                                                                           | Irlanda del Nord                                                                | Qual. Euro 1996                                                                 | -                                                                               | 65’ 78’                                                                         |
| 22-5-1995                                                                       | Edmonton                                                                        | Canada                                                                          | 2 – 0                                                                           | Irlanda del Nord                                                                | Amichevole                                                                      | -                                                                               | 64’                                                                             |
| 25-5-1995                                                                       | Edmonton                                                                        | Cile                                                                            | 2 – 1                                                                           | Irlanda del Nord                                                                | Amichevole                                                                      | -                                                                               | 82’                                                                             |
| 7-6-1995                                                                        | Belfast                                                                         | Irlanda del Nord                                                                | 1 – 2                                                                           | Lettonia                                                                        | Qual. Euro 1996                                                                 | -                                                                               | 63’                                                                             |
| 3-9-1995                                                                        | Lisbona                                                                         | Portogallo                                                                      | 1 – 1                                                                           | Irlanda del Nord                                                                | Qual. Euro 1996                                                                 | -                                                                               | 60’                                                                             |
| 15-11-1995                                                                      | Belfast                                                                         | Irlanda del Nord                                                                | 5 – 3                                                                           | Austria                                                                         | Qual. Euro 1996                                                                 | -                                                                               | 88’                                                                             |
| 27-3-1996                                                                       | Belfast                                                                         | Irlanda del Nord                                                                | 0 – 2                                                                           | Norvegia                                                                        | Amichevole                                                                      | -                                                                               |                                                                                 |
| 29-5-1996                                                                       | Belfast                                                                         | Irlanda del Nord                                                                | 1 – 1                                                                           | Germania                                                                        | Amichevole                                                                      | -                                                                               | 63’                                                                             |
| 31-8-1996                                                                       | Belfast                                                                         | Irlanda del Nord                                                                | 0 – 1                                                                           | Ucraina                                                                         | Qual. Mondiali 1998                                                             | -                                                                               |                                                                                 |
| 5-10-1996                                                                       | Belfast                                                                         | Irlanda del Nord                                                                | 1 – 1                                                                           | Armenia                                                                         | Qual. Mondiali 1998                                                             | -                                                                               | 23’ 78’                                                                         |
| 11-2-1997                                                                       | Belfast                                                                         | Irlanda del Nord                                                                | 3 – 0                                                                           | Belgio                                                                          | Amichevole                                                                      | -                                                                               |                                                                                 |
| 29-3-1997                                                                       | Belfast                                                                         | Irlanda del Nord                                                                | 0 – 0                                                                           | Portogallo                                                                      | Qual. Mondiali 1998                                                             | -                                                                               |                                                                                 |
| 2-4-1997                                                                        | Kiev                                                                            | Ucraina                                                                         | 2 – 1                                                                           | Irlanda del Nord                                                                | Qual. Mondiali 1998                                                             | -                                                                               | 43’ 82’                                                                         |
| 20-8-1997                                                                       | Belfast                                                                         | Irlanda del Nord                                                                | 1 – 3                                                                           | Germania                                                                        | Qual. Mondiali 1998                                                             | -                                                                               | 78’                                                                             |
| 10-9-1997                                                                       | Zurigo                                                                          | Albania                                                                         | 1 – 0                                                                           | Irlanda del Nord                                                                | Qual. Mondiali 1998                                                             | -                                                                               | 72’                                                                             |
| 25-3-1998                                                                       | Belfast                                                                         | Irlanda del Nord                                                                | 1 – 0                                                                           | Slovacchia                                                                      | Amichevole                                                                      | -                                                                               | 89’                                                                             |
| 22-4-1998                                                                       | Belfast                                                                         | Irlanda del Nord                                                                | 1 – 0                                                                           | Svizzera                                                                        | Amichevole                                                                      | -                                                                               |                                                                                 |
| 5-9-1998                                                                        | Istanbul                                                                        | Turchia                                                                         | 3 – 0                                                                           | Irlanda del Nord                                                                | Qual. Euro 2000                                                                 | -                                                                               | 73’                                                                             |
| 10-10-1998                                                                      | Belfast                                                                         | Irlanda del Nord                                                                | 1 – 0                                                                           | Finlandia                                                                       | Qual. Euro 2000                                                                 | -                                                                               | 75’                                                                             |
| 18-11-1998                                                                      | Belfast                                                                         | Irlanda del Nord                                                                | 2 – 2                                                                           | Moldavia                                                                        | Qual. Euro 2000                                                                 | -                                                                               | 44’ 88’                                                                         |
| 27-3-1999                                                                       | Belfast                                                                         | Irlanda del Nord                                                                | 0 – 3                                                                           | Germania                                                                        | Qual. Euro 2000                                                                 | -                                                                               | 83’                                                                             |
| 31-3-1999                                                                       | Chișinău                                                                        | Moldavia                                                                        | 0 – 0                                                                           | Irlanda del Nord                                                                | Qual. Euro 2000                                                                 | -                                                                               |                                                                                 |
| 18-8-1999                                                                       | Belfast                                                                         | Irlanda del Nord                                                                | 0 – 1                                                                           | Francia                                                                         | Amichevole                                                                      | -                                                                               | 74’                                                                             |
| 4-9-1999                                                                        | Belfast                                                                         | Irlanda del Nord                                                                | 0 – 3                                                                           | Turchia                                                                         | Qual. Euro 2000                                                                 | -                                                                               | 63’                                                                             |
| 8-9-1999                                                                        | Dortmund                                                                        | Germania                                                                        | 4 – 0                                                                           | Irlanda del Nord                                                                | Qual. Euro 2000                                                                 | -                                                                               | 46’                                                                             |
| 23-2-2000                                                                       | Lussemburgo                                                                     | Lussemburgo                                                                     | 1 – 3                                                                           | Irlanda del Nord                                                                | Amichevole                                                                      | -                                                                               | 89’                                                                             |
| 28-3-2000                                                                       | Ta' Qali                                                                        | Malta                                                                           | 0 – 3                                                                           | Irlanda del Nord                                                                | Amichevole                                                                      | -                                                                               | 63’                                                                             |
| 26-4-2000                                                                       | Belfast                                                                         | Irlanda del Nord                                                                | 0 – 1                                                                           | Ungheria                                                                        | Amichevole                                                                      | -                                                                               | 76’                                                                             |
| 16-8-2000                                                                       | Belfast                                                                         | Irlanda del Nord                                                                | 1 – 2                                                                           | Jugoslavia                                                                      | Amichevole                                                                      | -                                                                               | 73’                                                                             |
| 24-3-2001                                                                       | Belfast                                                                         | Irlanda del Nord                                                                | 0 – 1                                                                           | Rep. Ceca                                                                       | Qual. Mondiali 2002                                                             | -                                                                               |                                                                                 |
| 28-3-2001                                                                       | Sofia                                                                           | Bulgaria                                                                        | 4 – 3                                                                           | Irlanda del Nord                                                                | Qual. Mondiali 2002                                                             | -                                                                               | 76’ 86’                                                                         |
| 2-6-2001                                                                        | Belfast                                                                         | Irlanda del Nord                                                                | 0 – 1                                                                           | Bulgaria                                                                        | Qual. Mondiali 2002                                                             | -                                                                               | 90’                                                                             |
| 1-9-2001                                                                        | Copenaghen                                                                      | Danimarca                                                                       | 1 – 1                                                                           | Irlanda del Nord                                                                | Qual. Mondiali 2002                                                             | -                                                                               | 42’                                                                             |
| 5-9-2001                                                                        | Belfast                                                                         | Irlanda del Nord                                                                | 3 – 0                                                                           | Islanda                                                                         | Qual. Mondiali 2002                                                             | -                                                                               | 89’                                                                             |
| 13-2-2002                                                                       | Limassol                                                                        | Irlanda del Nord                                                                | 1 – 4                                                                           | Polonia                                                                         | Amichevole                                                                      | -                                                                               | Ammonizione                                                                     |
| 27-3-2002                                                                       | Vaduz                                                                           | Liechtenstein                                                                   | 0 – 0                                                                           | Irlanda del Nord                                                                | Amichevole                                                                      | -                                                                               | Ammonizione                                                                     |
| 17-4-2002                                                                       | Belfast                                                                         | Irlanda del Nord                                                                | 0 – 5                                                                           | Spagna                                                                          | Amichevole                                                                      | -                                                                               | 77’                                                                             |
| 21-8-2002                                                                       | Belfast                                                                         | Irlanda del Nord                                                                | 0 – 0                                                                           | Cipro                                                                           | Amichevole                                                                      | -                                                                               | 87’                                                                             |
| 12-10-2002                                                                      | Albacete                                                                        | Spagna                                                                          | 3 – 0                                                                           | Irlanda del Nord                                                                | Qual. Euro 2004                                                                 | -                                                                               |                                                                                 |
| 16-10-2002                                                                      | Belfast                                                                         | Irlanda del Nord                                                                | 0 – 0                                                                           | Ucraina                                                                         | Qual. Euro 2004                                                                 | -                                                                               |                                                                                 |
| 12-2-2003                                                                       | Belfast                                                                         | Irlanda del Nord                                                                | 0 – 1                                                                           | Finlandia                                                                       | Amichevole                                                                      | -                                                                               |                                                                                 |
| 29-3-2003                                                                       | Erevan                                                                          | Armenia                                                                         | 1 – 0                                                                           | Irlanda del Nord                                                                | Qual. Euro 2004                                                                 | -                                                                               |                                                                                 |
| 2-4-2003                                                                        | Belfast                                                                         | Irlanda del Nord                                                                | 0 – 2                                                                           | Grecia                                                                          | Qual. Euro 2004                                                                 | -                                                                               | 26’, 69’                                                                        |
| 6-9-2003                                                                        | Donec'k                                                                         | Ucraina                                                                         | 0 – 0                                                                           | Irlanda del Nord                                                                | Qual. Euro 2004                                                                 | -                                                                               |                                                                                 |
| 10-9-2003                                                                       | Belfast                                                                         | Irlanda del Nord                                                                | 0 – 1                                                                           | Armenia                                                                         | Qual. Euro 2004                                                                 | -                                                                               | 29’                                                                             |
| 11-10-2003                                                                      | Atene                                                                           | Grecia                                                                          | 1 – 0                                                                           | Irlanda del Nord                                                                | Qual. Euro 2004                                                                 | -                                                                               | Cap. 64’                                                                        |
| 18-2-2004                                                                       | Belfast                                                                         | Irlanda del Nord                                                                | 1 – 4                                                                           | Norvegia                                                                        | Amichevole                                                                      | -                                                                               | 21’ 73’                                                                         |
| 28-4-2004                                                                       | Belfast                                                                         | Irlanda del Nord                                                                | 1 – 1                                                                           | Serbia e Montenegro                                                             | Amichevole                                                                      | -                                                                               | 46’                                                                             |
| 30-5-2004                                                                       | Waterford                                                                       | Barbados                                                                        | 1 – 1                                                                           | Irlanda del Nord                                                                | Amichevole                                                                      | -                                                                               | 46’                                                                             |
| 2-6-2004                                                                        | Basseterre                                                                      | Saint Kitts e Nevis                                                             | 0 – 2                                                                           | Irlanda del Nord                                                                | Amichevole                                                                      | -                                                                               | 65’                                                                             |
| 6-6-2004                                                                        | Bacolet                                                                         | Trinidad e Tobago                                                               | 0 – 3                                                                           | Irlanda del Nord                                                                | Amichevole                                                                      | -                                                                               | 72’                                                                             |
| 18-8-2004                                                                       | Zurigo                                                                          | Svizzera                                                                        | 0 – 0                                                                           | Irlanda del Nord                                                                | Amichevole                                                                      | -                                                                               | 51’                                                                             |
| 9-10-2004                                                                       | Baku                                                                            | Azerbaigian                                                                     | 0 – 0                                                                           | Irlanda del Nord                                                                | Qual. Mondiali 2006                                                             | -                                                                               | 9’                                                                              |
| 13-10-2004                                                                      | Belfast                                                                         | Irlanda del Nord                                                                | 3 – 3                                                                           | Austria                                                                         | Qual. Mondiali 2006                                                             | -                                                                               |                                                                                 |
| 9-2-2005                                                                        | Belfast                                                                         | Irlanda del Nord                                                                | 0 – 1                                                                           | Canada                                                                          | Amichevole                                                                      | -                                                                               | 78’                                                                             |
| 26-3-2005                                                                       | Manchester                                                                      | Inghilterra                                                                     | 4 – 0                                                                           | Irlanda del Nord                                                                | Qual. Mondiali 2006                                                             | -                                                                               |                                                                                 |
| 30-3-2005                                                                       | Varsavia                                                                        | Polonia                                                                         | 1 – 0                                                                           | Irlanda del Nord                                                                | Qual. Mondiali 2006                                                             | -                                                                               |                                                                                 |
| 4-6-2005                                                                        | Belfast                                                                         | Irlanda del Nord                                                                | 1 – 4                                                                           | Germania                                                                        | Amichevole                                                                      | -                                                                               | 66’ 70’                                                                         |
| 17-8-2005                                                                       | Ta' Qali                                                                        | Malta                                                                           | 1 – 1                                                                           | Irlanda del Nord                                                                | Amichevole                                                                      | -                                                                               | 77’                                                                             |
| 3-9-2005                                                                        | Belfast                                                                         | Irlanda del Nord                                                                | 2 – 0                                                                           | Azerbaigian                                                                     | Qual. Mondiali 2006                                                             | -                                                                               |                                                                                 |
| 7-9-2005                                                                        | Belfast                                                                         | Irlanda del Nord                                                                | 1 – 0                                                                           | Inghilterra                                                                     | Qual. Mondiali 2006                                                             | -                                                                               |                                                                                 |
| 8-10-2005                                                                       | Belfast                                                                         | Irlanda del Nord                                                                | 2 – 3                                                                           | Galles                                                                          | Qual. Mondiali 2006                                                             | 1                                                                               |                                                                                 |
| 12-10-2005                                                                      | Vienna                                                                          | Austria                                                                         | 2 – 0                                                                           | Irlanda del Nord                                                                | Qual. Mondiali 2006                                                             | -                                                                               | 5’                                                                              |
| 15-11-2005                                                                      | Belfast                                                                         | Irlanda del Nord                                                                | 1 – 1                                                                           | Portogallo                                                                      | Amichevole                                                                      | -                                                                               | 39’ 86’                                                                         |
| 16-8-2006                                                                       | Helsinki                                                                        | Finlandia                                                                       | 1 – 2                                                                           | Irlanda del Nord                                                                | Amichevole                                                                      | -                                                                               | 46’                                                                             |
| 2-9-2006                                                                        | Belfast                                                                         | Irlanda del Nord                                                                | 0 – 3                                                                           | Islanda                                                                         | Qual. Euro 2008                                                                 | -                                                                               |                                                                                 |
| 6-9-2006                                                                        | Belfast                                                                         | Irlanda del Nord                                                                | 3 – 2                                                                           | Spagna                                                                          | Qual. Euro 2008                                                                 | -                                                                               |                                                                                 |
| 7-10-2006                                                                       | Copenaghen                                                                      | Danimarca                                                                       | 0 – 0                                                                           | Irlanda del Nord                                                                | Qual. Euro 2008                                                                 | -                                                                               | 65’                                                                             |
| 11-10-2006                                                                      | Belfast                                                                         | Irlanda del Nord                                                                | 1 – 0                                                                           | Lettonia                                                                        | Qual. Euro 2008                                                                 | -                                                                               |                                                                                 |
| 6-2-2007                                                                        | Belfast                                                                         | Irlanda del Nord                                                                | 0 – 0                                                                           | Galles                                                                          | Amichevole                                                                      | -                                                                               |                                                                                 |
| 24-3-2007                                                                       | Vaduz                                                                           | Liechtenstein                                                                   | 1 – 4                                                                           | Irlanda del Nord                                                                | Qual. Euro 2008                                                                 | -                                                                               | 23’                                                                             |
| 22-8-2007                                                                       | Belfast                                                                         | Irlanda del Nord                                                                | 3 – 1                                                                           | Liechtenstein                                                                   | Qual. Euro 2008                                                                 | -                                                                               | 85’                                                                             |
| 8-9-2007                                                                        | Riga                                                                            | Lettonia                                                                        | 1 – 0                                                                           | Irlanda del Nord                                                                | Qual. Euro 2008                                                                 | -                                                                               | 90+2’                                                                           |
| 12-9-2007                                                                       | Reykjavík                                                                       | Islanda                                                                         | 2 – 1                                                                           | Irlanda del Nord                                                                | Qual. Euro 2008                                                                 | -                                                                               |                                                                                 |
| 17-11-2007                                                                      | Belfast                                                                         | Irlanda del Nord                                                                | 2 – 1                                                                           | Danimarca                                                                       | Qual. Euro 2008                                                                 | -                                                                               | 21’ 74’                                                                         |
| 6-2-2008                                                                        | Belfast                                                                         | Irlanda del Nord                                                                | 0 – 1                                                                           | Bulgaria                                                                        | Amichevole                                                                      | -                                                                               | 78’                                                                             |
| 26-3-2008                                                                       | Belfast                                                                         | Irlanda del Nord                                                                | 4 – 1                                                                           | Georgia                                                                         | Amichevole                                                                      | -                                                                               |                                                                                 |
| 6-9-2008                                                                        | Bratislava                                                                      | Slovacchia                                                                      | 2 – 1                                                                           | Irlanda del Nord                                                                | Qual. Mondiali 2010                                                             | -                                                                               | 35’ 53’                                                                         |
| 10-9-2008                                                                       | Belfast                                                                         | Irlanda del Nord                                                                | 0 – 0                                                                           | Rep. Ceca                                                                       | Qual. Mondiali 2010                                                             | -                                                                               | 84’                                                                             |
| 11-10-2008                                                                      | Maribor                                                                         | Slovenia                                                                        | 2 – 0                                                                           | Irlanda del Nord                                                                | Qual. Mondiali 2010                                                             | -                                                                               |                                                                                 |
| 15-10-2008                                                                      | Belfast                                                                         | Irlanda del Nord                                                                | 4 – 0                                                                           | San Marino                                                                      | Qual. Mondiali 2010                                                             | -                                                                               |                                                                                 |
| 19-11-2008                                                                      | Belfast                                                                         | Irlanda del Nord                                                                | 0 – 2                                                                           | Ungheria                                                                        | Amichevole                                                                      | -                                                                               |                                                                                 |
| Totale                                                                          |                                                                                 | Presenze (10º posto)                                                            | 86                                                                              |                                                                                 | Reti                                                                            | 2                                                                               |                                                                                 |

## Palmarès

### Club

#### Competizioni giovanili
- FA Youth Cup: 1

Manchester United: 1991-1992

#### Competizioni nazionali
- Community Shield: 1

Manchester United: 1993
- Campionato inglese: 1

Manchester United: 1993-1994
- Coppa d'Inghilterra: 1

Manchester United: 1993-1994
- Coppa di Lega inglese: 1

Blackburn: 2001-2002
- Football League Championship: 1

Sheffield United: 2005-2006
- Irish Football League Cup: 1

Glentoran: 2009-2010